# Romuald Loegler
Romuald Maksymilian Loegler (ur. 28 lipca 1940 w Sokołowie Małopolskim) – polski architekt, członek SARP (1964), laureat Honorowej Nagrody SARP (1994); wydawca, członek Społecznego Komitetu Odnowy Zabytków Krakowa (SKOZK).

## Życiorys
W 1964 ukończył studia na Wydziale Architektury Politechniki Krakowskiej. W 1973 wyjechał do Austrii, a w kolejnym roku powrócił do Krakowa, gdzie założył własne biuro architektoniczne, od 1987 działające jako Atelier Loegler. Od 1993 wydawca miesięcznika Architektura & Biznes. W 2021 uzyskał tytuł profesora nauk inżynieryjno-technicznych w dyscyplinie architektura i urbanistyka.
Formy architektury Loeglera od lat 90. nawiązują często do dekonstruktywizmu, poszczególne części budynków pozostają w dynamicznych relacjach, podkreślanych często przez dodane elementy będące przedłużeniem właściwej konstrukcji.
Został odznaczony Złotym Krzyżem Zasługi (2003) i Krzyżem Kawalerskim (2023) Orderu Odrodzenia Polski.

## Ważniejsze realizacje
- kościół św. Jadwigi Królowej w Krakowie, 1978–1990 (z Jackiem Czekajem)
- kościół Matki Boskiej Różańcowej w Rzeszowie, 1979 (z Jackiem Czekajem)
- kaplica i hala sportowa przy Wyższym Seminarium Duchownym w Krakowie, 1985
- kamienice przy ul. 29 listopada 45C, Barskiej 1 i Konfederackiej 1 w Krakowie
- budynek wielorodzinny w Berlinie przy Dessauer Straße 34/35, 1991
- Centrum E w Nowej Hucie, 1995
- dom pogrzebowy (Brama do Miasta Zmarłych) na Cmentarzu Prądnik Czerwony w Krakowie, 1998
- rozbudowa Biblioteki Jagiellońskiej w Krakowie, 1998
- rozbudowa Akademii Ekonomicznej w Krakowie, 1998
- nowy gmach Filharmonii Łódzkiej, 2004
- kościół Niepokalanego Serca Najświętszej Maryi Panny w Częstochowie, 2005[5]
- gmach Opery Krakowskiej, 2008

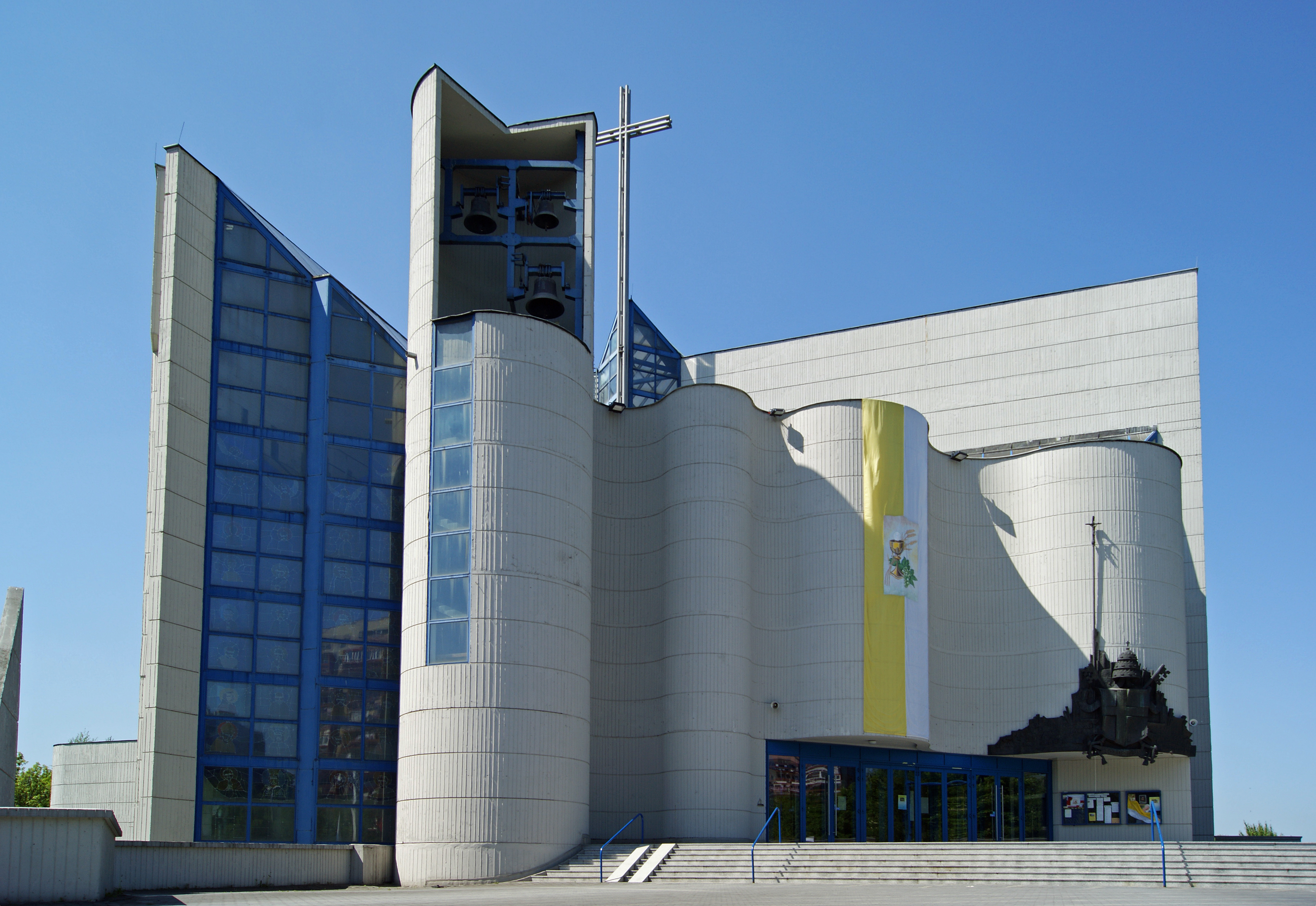
Kościół św. Jadwigi Królowej (1979) Kraków ul. Łokietka 60
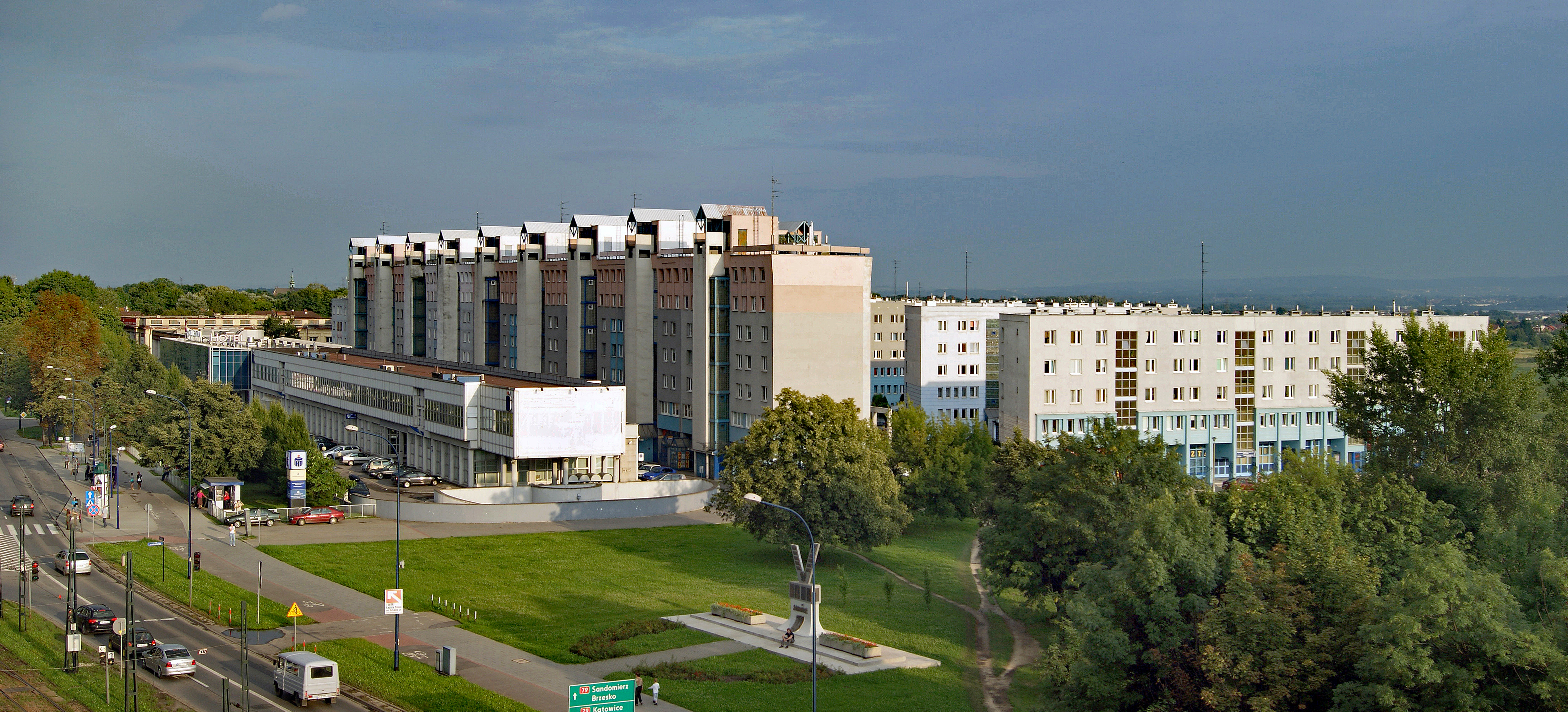
Osiedle Centrum E (1985) Kraków Nowa Huta
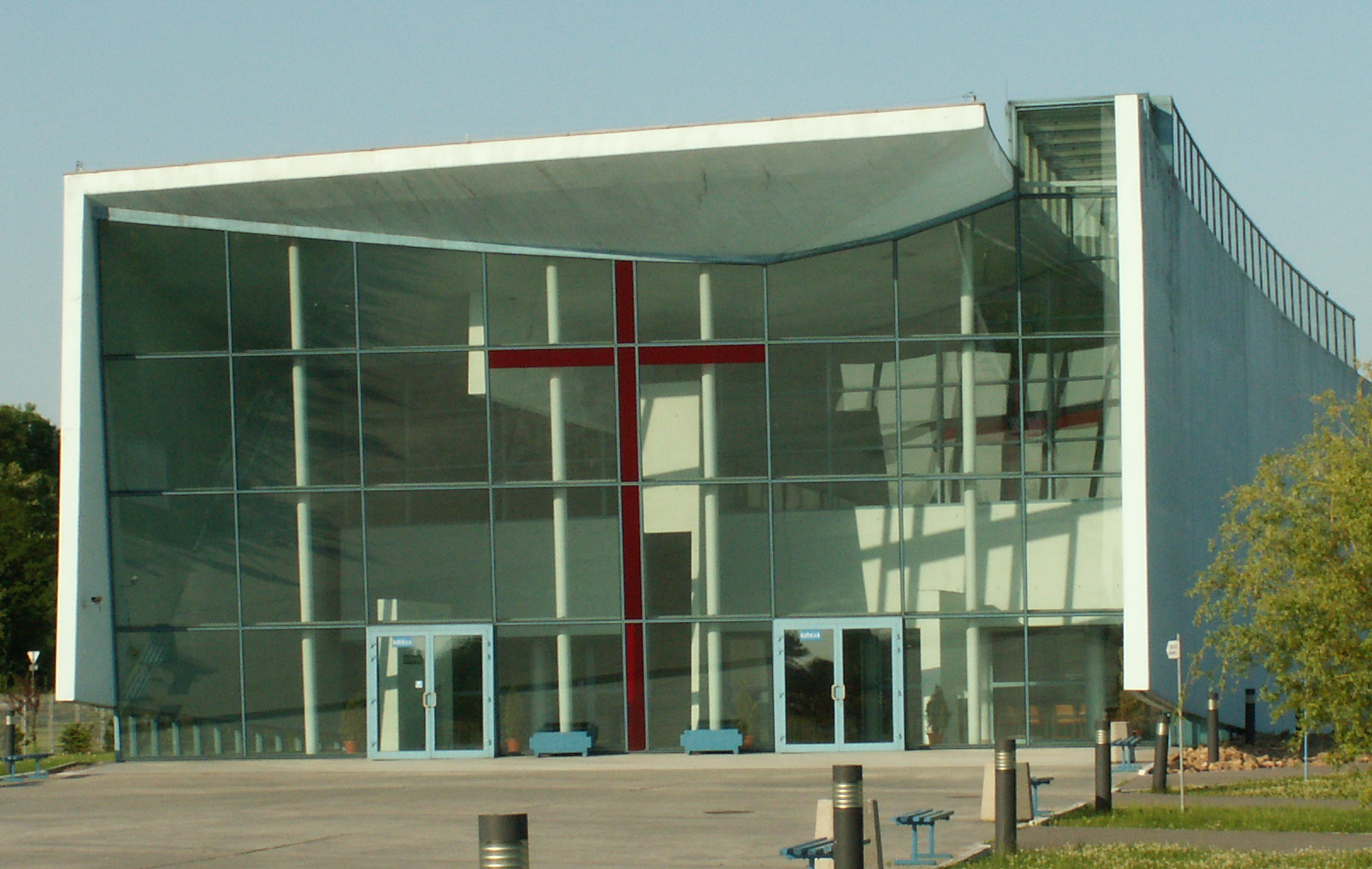
Cmentarz Prądnik Czerwony Brama do Miasta Zmarłych (1998) Kraków ul. ul. Powstańców 48
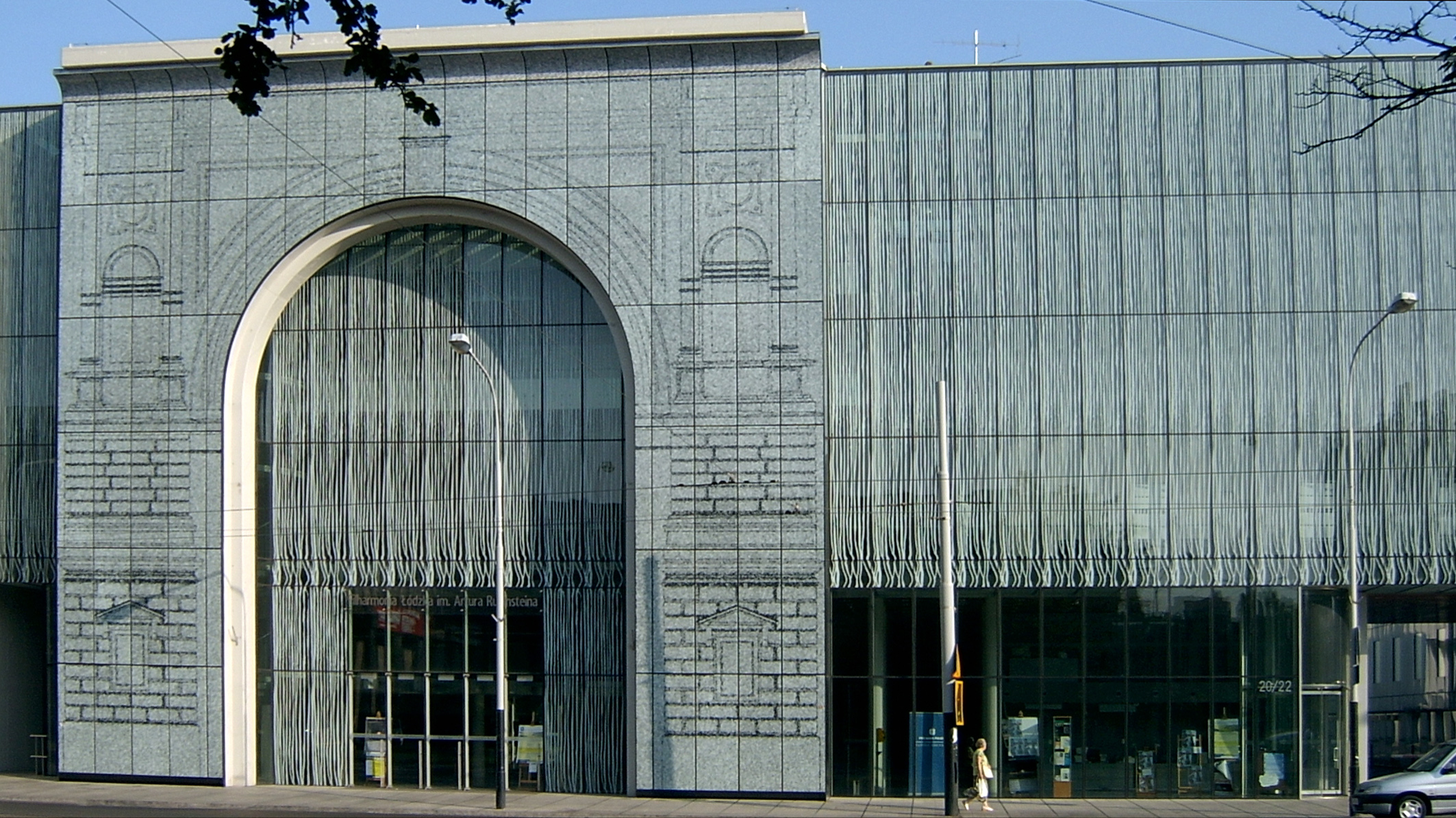
Gmach Filharmonii Łodzkiej (1999) Łódź ul. G. Narutowicza 20
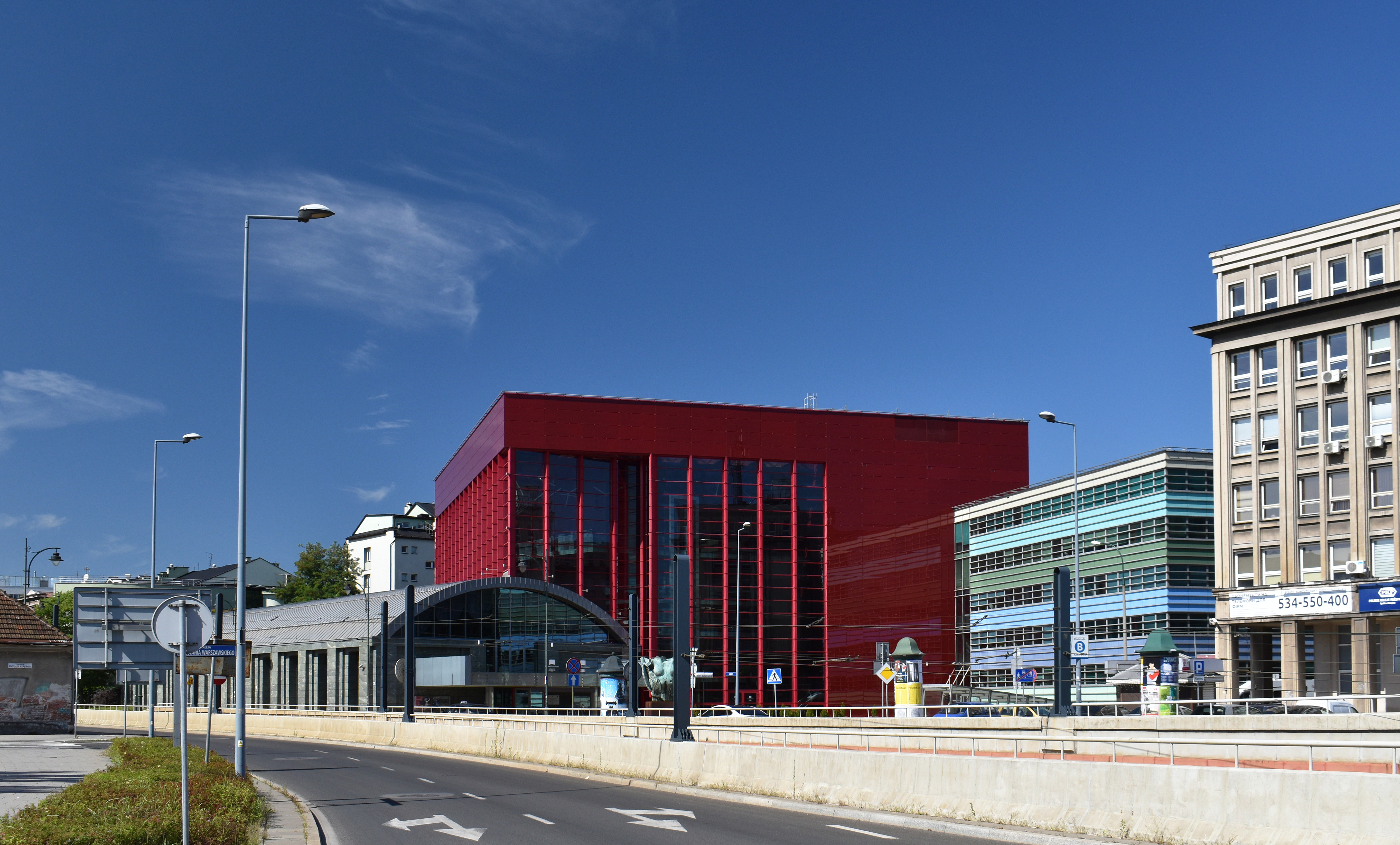
Gmach Opery Krakowskiej (2004) Kraków ul. Lubicz 48